# Donna Hartley
Pour les articles homonymes, voir Hartley.
Donna Hartley, née Donna-Marie Louise Murray le 1er mai 1955  à Southampton et morte le 7 juin 2013 dans le Yorkshire, est une athlète britannique spécialiste du 400 mètres.
Elle remporte deux médailles d'or aux Jeux du Commonwealth de 1978, sur 400 mètres et au relais 4 × 400 mètres. Aux Jeux olympiques d'été de 1980, elle est médaillée de bronze du relais 4 × 400 mètres.

## Biographie
Donna Murray se distingue en remportant à l'âge de 17 ans les championnats AAA sur 100 m. Elle est sélectionnée aux 
Jeux olympiques d'été de 1972, où elle est éliminée en série du 200 m.
A partir de 1974 elle se spécialise sur 400 mètres, où elle bat le record britannique de Lillian Board. Mais elle ne parvient en finale ni aux Jeux du Commonwealth ni aux Championnats d'Europe.
En 1975 elle porte son record national à 51 s 28 à l'occasion des demi-finales de la Coupe d'Europe des nations à Sofia.
Sa meilleure saison est 1978. Au mois de juillet elle améliore le record britannique de Sonia Lannaman en 22 s 75 sur 200 mètres.
Elle obtient deux médailles d'or pour l'Angleterre aux Jeux du Commonwealth de 1978 ; après avoir remporté le 400 m devant sa compatriote Verona Bernard, elle participe au relais 4 × 400 mètres en première position, et obtient son deuxième titre en compagnie de Joslyn Hoyte, Ruth Kennedy et Bernard pour terminer.
En 1980, après avoir connu un début de saison difficile où elle est malade et en méforme, elle participe au relais des Jeux olympiques de Moscou. Devenue Donna Hartley après son mariage avec le coureur de 400 mètres haies Bill Hartley, elle effectue le dernier relais et prend le témoin en 7e position, remonte plusieurs concurrentes et décroche le bronze en compagnie de Linsey MacDonald, Michelle Probert et Joslyn Hoyte-Smith.
Après une rupture du tendon d'Achille, elle se retire de la compétition en 1982, après avoir été sélectionnée 37 fois en équipe nationale.
Facilement reconnaissable à sa chevelure blonde dans les stades, elle est surnommée golden girl.
Elle était entraînée par Mike Smith, qui a également contribué à la carrière de Roger Black et d'Iwan Thomas.
Après sa carrière dans l'athlétisme, elle se reconvertit dans le body-building, devenant notamment Miss Physique en 1988. Divorcée de Bill Hartley, elle se remarie avec le comédien Bobby Knutt.
Elle meurt subitement en 2013, à l'âge de 58 ans.

## Palmarès
| Date | Compétition                   | Lieu       | Résultat | Épreuve   | Temps         |
| ---- | ----------------------------- | ---------- | -------- | --------- | ------------- |
| 1973 | Championnats d'Europe juniors | Duisbourg  | 3e       | 4 × 100 m | 45 s 38       |
| 1975 | Coupe d'Europe des nations    | Nice       | 3e       | 400 m     | 51 s 30       |
| 1975 | Coupe d'Europe des nations    | Nice       | 2e       | 4 × 400 m | 3 min 26 s 6  |
| 1976 | Jeux olympiques               | Montréal   | 7e       | 4 × 400 m | 3 min 28 s 01 |
| 1977 | Coupe d'Europe des nations    | Helsinki   | 3e       | 400 m     | 51 s 62       |
| 1977 | Coupe du monde des nations    | Düsseldorf | 2e       | 4 × 400 m | 3 min 25 s 80 |
| 1978 | Jeux du Commonwealth          | Edmonton   | 1re      | 400 m     | 51 s 69       |
| 1978 | Jeux du Commonwealth          | Edmonton   | 1re      | 4 × 400 m | 3 min 27 s 19 |
| 1978 | Championnats d'Europe         | Prague     | 6e       | 400 m     | 52 s 31       |
| 1978 | Championnats d'Europe         | Prague     | 4e       | 4 × 400 m | 3 min 27 s 17 |
| 1979 | Coupe d'Europe des nations    | Turin      | 3e       | 4 × 400 m | 3 min 27 s 89 |
| 1980 | Jeux olympiques               | Moscou     | 3e       | 4 × 400 m | 3 min 27 s 5  |

## Records
| Épreuve | Performance | Lieu       | Date            |
| ------- | ----------- | ---------- | --------------- |
| 100 m   | 11 s 46     | Pretoria   | 22 mars 1975    |
| 200 m   | 22 s 75     | Birmingham | 17 juin 1978    |
| 400 m   | 51 s 28     | Sofia      | 12 juillet 1975 |